# Pure Heroine
Pure Heroine ist das Debütalbum der neuseeländischen Singer-Songwriterin Lorde, das am 27. September 2013 veröffentlicht wurde.

## Hintergrund
Nachdem sie in einem Alter von 13 Jahren einen Vertrag bei Universal Music erhalten hatte, lernte sie Ende 2011 den Musikproduzenten Joel Little kennen. Songs aus ihrem erweiterten Debüt The Love Club EP wurden mit Songs von Künstlern wie Lana Del Rey, Florence + the Machine, Grimes und Sky Ferreira verglichen, die EP selbst erreichte Platz eins in Neuseeland und wurde fünf Mal mit Platin ausgezeichnet.
Zusammen mit Joel Little entwickelte sie schließlich das Album Pure Heroine, das in weniger als einem Jahr fertiggestellt wurde. Zehn Songs, alle selbst von Lorde geschrieben, schafften es auf das endgültige Album.

## Titelliste
| #  | Titel             | Autor(en)                         | Produzent(en)                     | Länge |
| -- | ----------------- | --------------------------------- | --------------------------------- | ----- |
| 1  | Tennis Court      | Ella Yelich-O’Connor, Joel Little | Joel Little                       | 3:18  |
| 2  | 400 Lux           | Ella Yelich O’Connor, Joel Little | Joel Little                       | 3:55  |
| 3  | Royals            | Ella Yelich O’Connor, Joel Little | Joel Little                       | 3:10  |
| 4  | Ribs              | Ella Yelich O’Connor, Joel Little | Joel Little                       | 4:18  |
| 5  | Buzzcut Season    | Ella Yelich O’Connor, Joel Little | Joel Little                       | 4:06  |
| 6  | Team              | Ella Yelich O’Connor, Joel Little | Ella Yelich O’Connor, Joel Little | 3:13  |
| 7  | Glory and Gore    | Ella Yelich O’Connor, Joel Little | Joel Little                       | 3:32  |
| 8  | Still Sane        | Ella Yelich O’Connor, Joel Little | Joel Little                       | 3:09  |
| 9  | White Teeth Teens | Ella Yelich O’Connor, Joel Little | Joel Little                       | 3:37  |
| 10 | A World Alone     | Ella Yelich O’Connor, Joel Little | Joel Little                       | 4:55  |

## Veröffentlichung
Am 23. September 2013 wurde Buzzcut Season in mehreren iTunes-Stores in Japan als Werbesong gespielt. Ribs wurde als Promo-Single in der Woche der Veröffentlichung des Albums angeboten.
Am 13. Dezember wurde eine erweiterte Version des Albums veröffentlicht, die Songs der The Love Club EP sowie die Single No Better erhielt.
Mit dem Ziel, Werbung für das Album zu machen, ersetzte sie unter anderem Frank Ocean beim Splendour in the Grass Festival 2013 oder hatte einen Fernsehauftritt in der Late-Night-Show bei Jimmy Fallon.
Bereits am 28. Juli 2013 startete ihre Tournee in Byron Bay, Australien. Es folgten Auftritte in Europa und Nord- und Südamerika sowie Asien. Die Tournee wurde überwiegend positiv aufgenommen.
Ihr bekanntestes Lied des Albums ist bis heute Royals, das in Neuseeland, Kanada, Irland, im Vereinigten Königreich und den Vereinigten Staaten auf Platz eins der Charts stieg. Somit war sie seit 1987 die jüngste Künstlerin, die einen Nummer-eins-Song in den Charts hatte. Der Song gewann zwei Grammys in den Kategorien Song of the Year und Best Pop Solo Performance. Weitere ausgekoppelte Songs sind Tennis Court, Team und Glory and Gore.

## Rezensionen
Lorde wurde für ihre Stimme vielseitig gelobt. Das Album wurde überwiegend positiv aufgenommen.
Auf der Website Metacritic erhielt das Album eine Bewertung von 79 von 100, basierend auf 28 Bewertungen. Es wurde als bestes Album des Jahres, unter anderem von der New York Times betitelt.

## Kommerzieller Erfolg

### Chartplatzierungen
| ChartsChartplatzierungen       | Höchstplatzierung | Wochen |
| ------------------------------ | ----------------- | ------ |
| Australien (ARIA)              | 1 (58 Wo.)        | 58     |
| Deutschland (GfK)              | 13 (55 Wo.)       | 55     |
| Neuseeland (RMNZ)              | 1 (78 Wo.)        | 78     |
| Österreich (Ö3)                | 14 (28 Wo.)       | 28     |
| Schweiz (IFPI)                 | 8 (41 Wo.)        | 41     |
| Vereinigte Staaten (Billboard) | 3 (107 Wo.)       | 107    |
| Vereinigtes Königreich (OCC)   | 4 (51 Wo.)        | 51     |

| ChartsJahrescharts (2013)      | Platzierung |
| ------------------------------ | ----------- |
| Australien (ARIA)              | 9           |
| Neuseeland (RMNZ)              | 2           |
| Vereinigte Staaten (Billboard) | 64          |

| ChartsJahrescharts (2014)      | Platzierung |
| ------------------------------ | ----------- |
| Australien (ARIA)              | 15          |
| Deutschland (GfK)              | 91          |
| Neuseeland (RMNZ)              | 7           |
| Schweiz (IFPI)                 | 56          |
| Vereinigte Staaten (Billboard) | 6           |
| Vereinigtes Königreich (OCC)   | 48          |

| ChartsJahrescharts (2015)      | Platzierung |
| ------------------------------ | ----------- |
| Vereinigte Staaten (Billboard) | 130         |

### Auszeichnungen für Musikverkäufe
| Land/Region                  | Auszeichnungen für Musikverkäufe (Land/Region, Auszeichnung, Verkäufe) | Verkäufe  |
| ---------------------------- | ---------------------------------------------------------------------- | --------- |
| Australien (ARIA)            | 4× Platin                                                              | 280.000   |
| Brasilien (PMB)              | Gold                                                                   | 20.000    |
| Dänemark (IFPI)              | Platin                                                                 | 20.000    |
| Deutschland (BVMI)           | Platin                                                                 | 200.000   |
| Frankreich (SNEP)            | Platin                                                                 | 100.000   |
| Italien (FIMI)               | Gold                                                                   | 25.000    |
| Kanada (MC)                  | 6× Platin                                                              | 480.000   |
| Kolumbien (ASINCOL)          | Gold                                                                   | 5.000     |
| Malaysia (RIM)               | Gold                                                                   | 5.000     |
| Mexiko (AMPROFON)            | Gold                                                                   | 30.000    |
| Neuseeland (RMNZ)            | 8× Platin                                                              | 120.000   |
| Norwegen (IFPI)              | Platin                                                                 | 30.000    |
| Österreich (IFPI)            | Platin                                                                 | 15.000    |
| Polen (ZPAV)                 | Gold                                                                   | 10.000    |
| Schweden (IFPI)              | 2× Platin                                                              | 60.000    |
| Singapur (RIAS)              | Platin                                                                 | 10.000    |
| Vereinigte Staaten (RIAA)    | 6× Platin                                                              | 6.000.000 |
| Vereinigtes Königreich (BPI) | Platin                                                                 | 372.000   |
| Insgesamt                    | 6× Gold · 33× Platin ·                                                 | 7.782.000 |

Hauptartikel: Lorde/Auszeichnungen für Musikverkäufe